# 제시 래스
제시 래스(Jesse Rath, 2월 11일 ~ )는 캐나다의 배우이다.